# 2013 RM109
2013 RM109 est un objet transneptunien de la famille des objets épars, en résonance 5:11 avec Neptune avec un diamètre estimé à environ 200 km.